# Stelis oaxacana
Stelis oaxacana är en orkidéart som beskrevs av Rodolfo Solano Gómez. Stelis oaxacana ingår i släktet Stelis och familjen orkidéer. Inga underarter finns listade i Catalogue of Life.